# Богданов Денис Матвійович
Дени́с Матві́йович Богда́нов (нар. 16 жовтня 1983 — 29 травня 2016) — старший солдат Збройних сил України, учасник російсько-української війни.

## Життєпис
Народився 1983 року в місті Дніпропетровськ, де закінчив ЗОШ № 46, здобув технічну освіту. Проживав у місті Запоріжжя.
У лавах ЗСУ з серпня 2015 року, солдат, сапер 37-го окремого мотопіхотного батальйону, 56-та ОМПБр. Швидко опанував військову справу, через півтора місяця після прибуття до частини представлений до чергового звання «старший солдат». Неодноразово виконував бойові завдання — безпосередньо на лінії зіткнення.
29 травня 2016 року в секторі «Маріуполь», у районі Павлопіль — Гнутове, група, у складі якої був Денис, забезпечувала саперний супровід розвідгрупи. Коли група для виконання завдання виходила на позицію, потрапила під мінометний обстріл терористів. Три бійці загинули — Денис Богданов, старший солдат Сергій Хорошун та солдат Олександр Шапошник, ще один вояк зазнав важкого поранення.
1 вересня 2016 року із захисниками попрощалися в Маріуполі. Похований 2 вересня в Запоріжжі на цвинтарі Святого Миколая.
Був єдиним сином у батьків.

## Нагороди та вшанування
- указом Президента України № 330/2016 від 11 серпня 2016 року «за особисту мужність і високий професіоналізм, виявлені у захисті державного суверенітету та територіальної цілісності України, вірність військовій присязі» — нагороджений орденом «За мужність» III ступеня (посмертно)[1].
- 21 червня 2017 року нагороджений орденом «За заслуги перед Запорізьким краєм» III ступеня (посмертно)[2].
- 4 червня 2018 року в дніпровській КЗО «СЗШ № 49» відкрито меморіальну дошку випускникові Денису Богданову.